# Droits de l'homme en Ukraine
Les droits de l'homme en Ukraine sont généralement mieux respectés que dans les autres anciennes républiques soviétiques. L'ONG américaine de défense des droits de l'homme Freedom House a étiqueté l'Ukraine comme « libre » (Free) mais ces rapports ont été revus à la baisse en 2011 comme « partiellement libre » (Partly Free) après l'élection présidentielle de 2010, lors de laquelle des fraudes massives auraient eu lieu et faisant suite à l'emprisonnement de l'opposante Ioulia Tymochenko pour officiellement abus de pouvoir dans le cadre de contrats gaziers signés avec la Russie en 2009 tandis que les gouvernements occidentaux et les partisans de cette dernière voient un motif politique derrière ce procès.
Amnesty International a par ailleurs relevé une détérioration significative des droits de l'homme en Ukraine en 2011. Selon le rapport de Human Rights Watch de 2015, les deux parties ont violé le droit de la guerre pendant la guerre du Donbass toujours en cours. Le 21 mai 2015, le Parlement ukrainien a adopté une résolution déclarant la suspension des conventions sur les Droits de l’Homme dans la région orientale du Donbass,,.

## Liberté de la presse
La liberté de la presse n'est pas garantie, certains journalistes ayant fait l'objet de menaces après avoir enquêté ou dénoncé la corruption et les méfaits du gouvernement. L'Ukraine occupe ainsi en 2013 la 126e place du Press Freedom Index établi par l'ONG française Reporters sans frontières.
Le 19 janvier 2015, le journaliste de la chaîne de télévision 112 Oukraïna, Rouslan Koutsaba publie sur YouTube une vidéo dénonçant les nouvelles vagues de mobilisation, celui-ci déclare dans ce clip « je préfère aller en prison que participer à cette guerre fratricide. Je refuse cette mobilisation et j'appelle tous les gens sensés à la refuser ». La vidéo a depuis été vue plus de 300.000 fois. Le samedi 7 février, le SBU arrête Rouslan Kotsaba pour haute trahison et d'espionnage. Le dimanche 8 février 2015, un tribunal le place en détention pour un maximum de 60 jours par mesure de précaution. À la suite de cette arrestation, Andriy Kozlov, un avocat très médiatisé déclare que « Si l'opinion de quelqu'un peut lui valoir des accusations de trahison et d'espionnage, nous allons nous éloigner très rapidement de la démocratie que nous voulons construire ».
Le journaliste pro-russe Sergueï Soukhobok est assassiné à Donetsk.
Le 16 avril 2015 à Kiev, le journaliste Oles Bouzina, qui s'est plusieurs fois prononcé en faveur de la paix entre les deux pays, est assassiné dans le centre-ville de Kiev, près de son domicile, dans le quartier de la rue Degtariov au no 58. Les tirs selon les témoins ont été effectués à partir d'une Ford Focus de couleur bleu foncé.
Le 16 avril, Olga Moroz, la rédactrice en chef du journal Netechinski Vestnik est assassinée dans son appartement de Netichyn, en région de Khmelnitski, Sergueï Kuchnir, chef du département des enquêtes au sein du ministère de l’intérieur ukrainien dans la région de Khmelnitski, déclare que « son corps sans vie a été retrouvé dans son appartement, présentant les signes d’une mort violente ».
Le 1er juillet 2015, la journaliste Alexandra Tcherepnina de la chaîne russe Pervy Kanal a été expulsée d'Ukraine pour avoir diffusé un reportage montrant une fillette qui exécute le salut nazi et qui promet qu'elle « ira égorger les Ruskoffs » sur fond de croix gammée
Le 2 septembre 2015, le président ukrainien Petro Porochenko signe de nouvelles sanctions interdisant l'accès au territoire ukrainien à plusieurs journalistes occidentaux dont les deux reporters de la BBC Steve Rosenberg, Emma Wells et leur cadreur Anton Chicherov, un journaliste allemand du Die Zeit et du Frankfurter Allgemeine Zeitung, deux correspondants espagnols, Antonio Pampliega et Angel Sastre ainsi que des correspondants originaires notamment d'Israël, de Moldavie, de Lettonie et d'Estonie. Le Comité pour la protection des journalistes est consterné par cette décision et déclare : « Le gouvernement peut ne pas aimer ou être en accord avec certaines couvertures, mais qualifier des journalistes de menace potentielle pour la sécurité nationale n'est pas une réponse appropriée. (...) Ce décret va à l'encontre des intérêts de l'Ukraine ».
L'Ukraine est classé 129e sur 180 dans le classement de la liberté de la presse 2015 par Reporters sans frontières.

## Liberté politique
Le 24 juillet 2014 le président Petro Porochenko ratifie l'interdiction du parti communiste d'Ukraine (KPU) qui est officiellement dissous. Cette interdiction a été formulée le 23 juillet à l’Assemblée par un membre du mouvement ultra nationaliste Svoboda.
Plus tard, en 2015, le gouvernement de Petro Porochenko interdit par décret au Parti communiste d’Ukraine de se présenter aux élections .
Le mardi 16 septembre 2014, devant le Parlement de Kiev, des opposants ont jeté le député ukrainien Vitaly Zhuravsky, député du parti des industriels et entrepreneurs d'Ukraine, dans une benne à ordure avant de lui jeter un pneu et de lui déverser une boisson sur la figure.
Le 15 avril 2015, l'ancien député ukrainien du Parti des régions, Oleg Kalachnikov, opposé au mouvement d'Euromaïdan est assassiné de 11 balles devant la porte de sa maison entre 18 et 19 heures.

## Conditions de détention
Les conditions de détention ont été également dénoncées par les ONG, soulignant le fait que les cellules sont surpeuplées, le manque de soins médicaux appropriés et l'usage de la torture.

## Traités internationaux
L'Ukraine a notamment ratifié les traités suivants :
- Convention du 28 juillet 1951 relative au statut des réfugiés
- Pacte international relatif aux droits civils et politiques
- Pacte international relatif aux droits économiques, sociaux et culturels
- Convention sur l'élimination de toutes les formes de discrimination à l'égard des femmes
- Convention internationale sur l'élimination de toutes les formes de discrimination raciale
- Convention contre la torture
- Convention européenne des droits de l'homme
- Convention-cadre pour la protection des minorités nationales